# Orne (Moselle)
Orne (Moselle) é um rio localizado na França.